# Verabredungen mit einem Dichter – Michael Krüger
Verabredungen mit einem Dichter – Michael Krüger ist ein deutscher Dokumentarfilm, der seine Premiere auf dem DOK.fest München 2022 feierte. Filmemacher Frank Wierke und Autor Michael Krüger sprechen über das Leben und über das Schreiben.

## Handlung
Michael Krüger gilt als einer der bedeutendsten Verleger und Literaturvermittler in Deutschland und weltweit – aber vor allem ist er Dichter. Wir sind verabredet in den inoffiziellen Bereichen, wo sich seine Gedichte und ein unkonventionelles, schicksalhaftes Leben berühren. Unvoreingenommen folgt der Filmemacher Frank Wierke den Gedankengängen Michael Krügers bei ihren Verabredungen – von Krügers letztem Monat im Verlag bis in die Zeit, in der eine lebensbedrohliche Erkrankung tiefe Fragen aufwirft. In der Bayerischen Akademie der Schönen Künste, im Garten bei den vertrauten Bäumen und auf seinen täglichen Wegen sind es oft die gegenwärtigen Momente, in denen sich Michael Krügers Gedanken über das Leben entwickeln.

## Produktion
Der Dokumentarfilm wurde von if productions … produziert und ist gefördert von der Film- und Medienstiftung NRW und startete am 22. September 2022 in den deutschen Kinos.

## Kritik
Das Online-Magazin Kino-Zeit.de schrieb in ihrer Filmkritik, dass der Film in vielen Großaufnahmen und begleitet von der wehmütigen Musik des norwegischen Geigers Erlend Apneseth selbst zur Poesie wird. Er verzichtet auf alles störende Beiwerk wie Expertengespräche oder Off-Kommentare und fokussiert sich ganz auf den Fluss des Lebens, auf seine schönen wie tragischen Seiten. Die Zeitschrift epd film schrieb, der Film sei ein lyrischer Raum aus wohlbedachten Worten, leisen Sprachbildern und Überlegungen über die letzten Dinge.